# 杜康酒
杜康酒是洛阳出产的一系列白酒。

## 沿革
源于为弥补前日本首相田中角荣盛赞“天下美酒，唯有杜康”却尝不到杜康酒的遗憾，前中国总理周恩来亲批“复兴杜康，为国增光”，洛阳因此奉命于1972年分别在伊川、汝阳两地建厂酿制，但也埋下了日后商标纠纷之隐患。杜康酒投产后虽广受欢迎并出口多个国家，并曾被中央办公厅和外交部专函采购，用于招待中央首长和海内外贵宾，但改革开放后却卷入三家酒厂的商标之争，发展跌入低谷，品牌价值被严重稀释。2009年伊川和汝阳两厂合并，才稍有转机。合并后酒厂最终获胜，得以继续使用杜康酒商标，而陕西酒厂则被判须用白水杜康酒，但以错过黄金發展时期，沦为二线产品。洛阳杜康酒为以高粱和小麦为原料的大麯浓香型白酒。它也是豫酒六朵金花之一（宝丰酒、张弓酒、杜康酒、宋河粮液、仰韶酒、赊店老酒）。